# Dirphya bifasciata
Dirphya bifasciata är en skalbaggsart som först beskrevs av Aurivillius 1927.  Dirphya bifasciata ingår i släktet Dirphya och familjen långhorningar. Inga underarter finns listade i Catalogue of Life.